# Autostrada M90
Autostrada M90 (ang. M90 motorway) – autostrada w Szkocji o długości 45 km. Łączy poprzez drogę A90 Edynburg z Perth. Stanowi część trasy europejskiej E15, jednakże nie jest ona oznakowana.